# Clearly Love
Clearly Love è un album in studio della cantante australiana Olivia Newton-John, pubblicato nel 1975.

## Tracce
Side 1
1. Something Better to Do (John Farrar) - 3:16
2. Lovers (Mickey Newbury) - 2:40
3. Slow Down Jackson (Michael Brourmann, Karen Gottlieb) - 3:05
4. He's My Rock (S.K. Dobbins) - 2:17
5. Sail Into Tomorrow (John Farrar) - 3:35

Side 2
1. Crying, Laughing, Loving, Lying (Labi Siffre) - 3:00
2. Clearly Love (Diane Berglund, Jim Phillips) - 2:19
3. Let It Shine (Linda Hargrove) - 2:26
4. Summertime Blues (Eddie Cochran, Jerry Capehart) - 2:11
5. Just a Lot of Folk (The Marshmallow Song) (Diane Berglund, Jim Phillips) - 2:47
6. He Ain't Heavy... He's My Brother (Bobby Scott, Bob Russell) - 3:54